# Isolabona
Isolabona – miejscowość i gmina we Włoszech, w regionie Liguria, w prowincji Imperia.
Według danych na rok 2004 gminę zamieszkiwały 643 osoby, gęstość zaludnienia wynosiła 53,6 os./km².